# Júlia Smidéliusz
Júlia Smidéliusz, zwischenzeitig Júlia Orban-Smidéliusz, (* 15. Dezember 1987) ist eine ungarische ehemalige Handballspielerin. 

## Vereinskarriere
Júlia Smidéliusz spielte in Ungarn bei Győri ETO KC, mit dem sie 2005 und 2006 die ungarische Meisterschaft und den Pokal gewann. In der Saison 2006/07 lief sie für Ferencváros Budapest auf und anschließend für Veszprém Barabás KC. 2010 wechselte die 1,78 Meter große Rückraumspielerin zum deutschen Zweitligisten TuS Metzingen, mit dem sie 2012 in die 1. Liga aufstieg. Zur Saison 2014/15 wechselte sie zum Zweitligisten TV Nellingen. Mit Nellingen stieg sie 2016 ebenfalls in die Bundesliga auf. Nach der Saison 2016/17 beendete sie ihre Karriere. Ende 2019 spielte sie nochmals kurz bei der TG Landshut.
Zur Spielzeit 2021/22 kehrte sie zum Handballsport zurück und wurde vom ESV 1927 Regensburg verpflichtet.

## Nationalmannschaft
Júlia Smidéliusz spielte auch für die ungarische Jugendnationalmannschaft.

## Privates
Sie ist gelernte Kauffrau für Büromanagement und arbeitet in Essenbach.